# Aikokusha
El Aikokusha (愛国社?   ”Sociedad de Patriotas”) fue un partido político japonés de la era Meiji.
Fue creado en febrero de 1875 por Itagaki Taisuke como parte de una federación política liberal que asoció al Risshisha con el Movimiento de Libertad y Derechos Humanos. Se disolvió en el mismo año, cuando Okubo Toshimichi prometió a Itagaki que el gobierno elaboraría un borrador de la constitución de Japón.
Al no haber una constitución, en septiembre de 1878 Itagaki revivió el Aikokusha y lo renombró a Kokkai Kisei Domei (国会期成同盟?   ”Liga por el Establecimiento de una Asamblea Nacional”). Su objetivo general fue pedir al gobierno el establecimiento de una asamblea nacional. Es considerado el predecesor del Partido Liberal, fundado por Itagaki en octubre de 1881.
No debe confundirse con el Aikoku Kōtō o con otros movimientos ultranacionalistas con nombres similares.